# Who Knows Where the Time Goes? (album)
Who Knows Where the Time Goes? è un album dei Fairport Convention pubblicato nel 1997 dalla Woodworm Records. Una parte dei brani è stata registrata ai Woodworm Studios, nell'Oxfordshire, mentre gli altri sono stati incisi dal vivo al Cropredy Festival 1995 e durante il tour invernale dei Fairport nel 1997.

## Tracce
1. John Gaudie – 5:08
2. Sailing Boat – 5:27
3. Here's to Tom Paine – 5:16
4. The Bowmen's Retreat – 3:04
5. Spanish Main – 4:31
6. The Golden Glove – 6:05
7. Slipology – 3:03
8. Wishfulness Waltz – 5:44
9. Life's a Long Song – 2:38
10. Dangerous – 4:39
11. Heard it Through the Grapevine – 3:53
12. Who Knows Where the Time Goes? – 6:32

## Formazione
- Simon Nicol - voce e chitarra
- Dave Pegg - voce e basso
- Dave Mattacks - batteria, glockenspiel e tastiere
- Ric Sanders - violino
- Chris Leslie - mandolino, violino, voce, bouzouki e chitarra
- Martin Allcock - tastiere

### Ospiti
- Helen Miller - trombone
- Sharron Naylor - controcanto
- Richard Thompson - chitarre